# Alireza Ghasemi
Alireza Ghasemi (in persiano  علیرضا قاسمی‎; 1990) è uno sceneggiatore, regista e produttore cinematografico iraniano, noto soprattutto per aver diretto In the Land of Brothers, con cui ha vinto il Premio alla regia al Sundance Film Festival.